# زمین‌لرزه ۱۹۸۸ جزایر سلیمان
زمین‌لرزه جزایر سلیمان  در تاریخ ۱۰ اوت ۱۹۸۸ میلادی، برابر با ‎۱۹ مرداد ۱۳۶۷، ساعت ۴:۳۸:۲۶ به زمان یوتی‌سی در جزایر سلیمان رخ داد. ژرفای این زلزله ۳۴ کیلومتر بود، و بزرگی آن ۷٫۵ در مقیاس Mw اعلام شده‌است. زمین‌لرزه به وقت محلی در روز چهارشنبه، ساعت ۱۵ روی داده و منطقه زمانی آن یوتی‌سی +۱۱ بوده‌است .
سازمان زمین‌شناسی آمریکا نیز رومرکز این زمین‌لرزه را در مختصات ۱۰°۲۱′۵۸″جنوبی ۱۶۰°۴۹′۰۸″شرقی / ۱۰٫۳۶۶°جنوبی ۱۶۰٫۸۱۹°شرقی و ژرفای آنرا در ۳۴ کیلومتر گزارش کرده‌است. بزرگی برگزیدهٔ این سازمان از میان بزرگیهای محاسبه‌شدهٔ مختلف ۷٫۴ در مقیاس Ms بوده و از دید اثر، در میان چهار دسته‌بندی «نامحسوس»، «محسوس»، «زیان‌آور» یا «با تلفات»، زلزله را «با تلفات» اعلام کرده‌است.نزدیک به ۱۰۰ ساختمان در زمین‌لرزه خراب شده‌است.سونامی نیز در این زلزله گزارش شده‌است.
پروژهٔ «تنسور گشتاور مرکزوار» زاویه‌های (راستا، شیب، ریک) گسل سازندهٔ زمین‌لرزه و صفحه عمود بر آنرا (°۳۴۶، °۱۹، °۱۱۶) یا (°۱۳۸، °۷۳، °۸۱) و نوع گسل را «معکوس» فرارسانده‌است.
زمین‌لرزه هیچ کشته و زخمی‌ای نداشته و شمار بی‌خانمان شدگان ۵۰۰ نفر اعلام شده‌است.